# 宝蓮灯 (テレビドラマ)
「宝蓮灯」（ほうれんとう）は、2005年にCCTVによって制作された中国のドラマ。中国に古代から伝わる神話伝説である「宝蓮灯」を元としている。全35話。日本未放送。2009年4月から前日譚にあたる「宝蓮灯前伝」が放映された。

## 概要
天界に住む仙女と人間の男性との婚姻を描いた異類婚姻譚のひとつ。古くから、演劇やテレビドラマ化されてきた。
中国では、CCTV-8チャンネル(テレビドラマチャンネル)で2005年10月4日から10月16日までの毎日3話連続で放映された。日本では未放送。DVDなども発売されていない。

## あらすじ
華山の上にある聖母宮に住む仙女の三聖母は、人間界に住む書生の劉彦昌と相思相愛になり、沈香を産み落とす。三聖母の兄であり、天界の司法の神でもある二郎神が天界へ連れ戻そうとするが、抵抗したため、三聖母を華山・蓮山峰の下へ閉じ込めてしまう。 沈香は、普通の人間として生活していたが、ある日、自分に神通力とも呼べるべき不思議な力（法力という）が備わっていることに気付く。
伯父にあたる二郎神が、沈香に出生の秘密（自分の母親は仙女であること。自分は、仙女と人間のハーフであるので、法力が使えること）を告白する。沈香は、許婚の丁香、甥にあたる龍王の息子・八太子ら仲間とともに、神通力が倍増する「宝蓮灯」を使いながら修行し、母親を助ける。
このストーリーから、宝蓮灯ではなく、「劈山救母（山を劈（開）いて、母を救う）」と呼ばれることもある。

## 出演者
- 沈香 - 曹駿
- 小玉 - 舒暢
- 二郎神 - 焦恩俊
- 三聖母 - 박시연（朴詩妍、パク・シヨン）
- 劉彦昌 - 劉小鋒
- 丁香 - 林湘萍
- 玉帝 - 王衛国
- 王母娘娘 - 劉暁慶
- 太上老君 - 游本昌
- 太白金星 - 田二喜
- 老狐仙 - 周潔
- 嫦娥 - 顔丹晨
- 猪八戒 - 謝寧
- 孫悟空、嘮叨  - 丁健
- 牛魔王、閻魔大王 - 呉国華
- 哮天犬 - 陳創
- 八太子 - 劉冠翔
- 梅山老大、龍王 - 汪永貴
- 梅山老二 - 李保成
- 梅山老四 - 趙書君
- 梅山老六 - 李健迅
- 翠姑、白無常 - 万艶
- 黒無常 - 羅光躍

## スタッフ
- プロデューサー：高健民
- 監督：余明生(香港)、趙箭

## 主題歌
オープニングテーマ
「不滅的心」 
作词：化方 作曲：周志勇 歌：孫楠
エンディングテーマ
「我的全部」 
作词：化方 作曲：周志勇 歌：龐龍 